# Martin Luther
 For alternative betydninger, se Martin Luther (flertydig). (Se også artikler, som begynder med Martin Luther)
 "Luther" omdirigeres hertil. For andre betydninger af Luther, se Luther (flertydig).
Martin Luther (født 10. november 1483 i Eisleben, Tyskland, død 18. februar 1546 i Eisleben) var en tysk munk, reformator og teolog. Han var hovedkraften bag reformationen.
I 1505 indtrådte Luther i augustinereremitternes orden. I 1507 blev han præst, og ordenen gav ham en grundig teologisk uddannelse. I 1512 blev han professor ved universitetet i Wittenberg. I 30-årsalderen udviklede han sine egne teologiske synspunkter om kirkens myndighed, sakramenterne og menneskets forhold til Gud. Et afgørende punkt var hans afstandtagen fra Romerkirkens (den romersk-katolske kirkes) praksis i forbindelse med afladen.
Aflad var en hel eller delvis eftergivelse af straffe i skærsilden for synder, man havde begået. På Luthers tid havde afladen udviklet sig i en uheldig retning. I 1400-tallet havde kirken opfundet afladsbrevene. Ved at købe et afladsbrev kunne man få tilgivelse for synder. Men denne praksis udviklede sig let til, at man ikke oprigtigt angrede synderne. Og anger over synderne var for Luther en nødvendig del af syndernes forladelse. Salget af afladsbreve voksede, og tilmed misbrugte Romerkirken afladshandlen til at berige sig. Bygningen af Peterskirken blev for en stor dels vedkommende finansieret ved salg af afladsbreve.
Luther tog afstand fra afladsbrevene, og han tog også afstand fra Romerkirkens lære om, at paven og kirkemøderne (koncilerne) havde samme autoritet som Bibelen. Dermed gav han stødet til reformationen, hvorved den protestantiske bevægelse skilte sig ud fra den romerske moderkirke. Reformationen sprængte den kirkelige enhed i Europa og fik store og varige politiske og kulturelle konsekvenser i den vestlige verden.
Luthers oversættelse af Bibelen fik stor betydning for det tyske sprog. Hans salmedigtning (f.eks. Vor Gud han er så fast en borg) inspirerede til en opblomstring af den kristne menighedssang, hvor der nu, i kraft af reformationen, ikke længere skulle synges på latin, men på modersmålet.
Hans ægteskab med den tidligere nonne Katharina von Bora gav præsteægteskabet legitimitet inden for flere kristne traditioner.
Luther udviste en stor ærlighed i sin beskæftigelse med åndelige og teologiske problemer, og han udviste mod og en usædvanlig lidenskab i sin kamp mod Romerkirken. I kraft af sin stærke personlighed fik han en verdenshistorisk betydning, som kun få har haft.

## Teologi

### Skriften alene
Et grundlæggende punkt i Luthers teologi er hans lære om, hvad der har autoritet for sand kristen lære. Han fastholder, at Skriften alene (lat. sola scriptura) har absolut autoritet, at ”Skriften alene regerer” (lat. ”solam scripturam regnare”). Alle andre autoriteter er underordnet Skriften (Bibelen). For eksempel vil Luther ikke at acceptere kirkefædrenes autoritet, hvis denne ikke kan bevises ved hjælp af Bibelen. Heller ikke pavens og Romerkirkens autoritet vil han acceptere, for den er ikke begrundet i Bibelen. Af samme grund vil han heller ikke acceptere afladslæren, der ikke findes i Bibelen, men er opfundet af Romerkirken. Dette sola scriptura-princip var et afgørende punkt i forbindelse med reformationen og frigørelsen fra Romerkirken.
Man må ikke fortolke Skriften ved hjælp af sin egen ånd, og heller ikke ved hjælp kirkefædrenes ånd, hvis denne ånd ikke er i overensstemmelse med Skriftens egne ord, siger Luther. Skriften skal forstås ved den ånd, hvormed den er skrevet, og den ånd findes intetsteds mere nærværende og levende end i Skriften selv. Skriften er nemlig ”i sig selv uhyre sikker, åbenbar, sin egen fortolker” (lat. ”per se certissima, apertissima, sui ipsius interpres”).
Ifølge sola scriptura-princippet er det kun Bibelen, der er ufejlbarlig. Enhver anden autoritet er fejlbarlig.

### Frelsen ved troen alene
Der er forskellige sider af Luthers trosbegreb. Tro er for det første tillid til Gud. At tro er at leve i tillid til, at Gud er god, og at han vil én det godt.
Tro er imidlertid også at holde for sandt. Den kristne anser det for at være sandt, at Jesus Kristus er død og genopstået, og at han derved har givet frelsen til dem, der tror på ham. En sådan abstrakt for-sandt-holden er dog ikke tilstrækkelig, hvis der skal være tale om en ægte tro. Den ægte tro er ikke en tro om Kristus, men en tro på Kristus. Den er det enkelte menneskes tro på, at det, der fortælles om Kristus i evangeliet, gælder vedkommende personligt, ikke blot Sankt Peter og helgenerne.
Om frelsen gælder det, at mennesket bliver frelst af troen alene. Et menneskes gode gerninger betyder ikke noget i den forbindelse. Frelsen sker ikke i kraft af, at mennesket lægger den ene gode gerning oven på den anden, således at Gud til sidst kan godkende det. Nej, frelsen kommer med troen - den levende tro på Kristus. Troen er en betingelse for frelsen. 
De gode gerninger kommer efter troen. De ægte gode gerninger er nemlig en frugt af troen. For når de kommer efter troen, så er de ikke længere gjort af frygt, men frit, villigt og ud af taknemmelighed. Gode gerninger gør ikke et menneske godt, men et godt menneske (dvs. et troende menneske) gør gode gerninger.
I kraft af troen bliver mennesket regnet for at være retfærdigt (godt, syndfrit) over for Gud. Det troende menneske er ikke retfærdigt i sig selv eller ifølge sit eget væsen. Det er retfærdigt i kraft af, at Gud regner det for at være retfærdigt. Den troendes synd eksisterer stadig, men Gud regner ikke med den. Den troende er ikke retfærdig, men gøres retfærdig. Derfor taler Luther om retfærdiggørelse og om retfærdiggørelse ved troen alene. Denne retfærdiggørelse er en betingelse for frelsen på den yderste dag (dommedag).
Den kristne er altså på samme tid retfærdig og synder (lat. simul justus et peccator). Den kristne er retfærdig i kraft af Guds tilregnelse, men er synder i kraft af sit eget væsen.

### Loven og evangeliet
Loven og evangeliet er to grundlæggende begreber i Luthers teologi. Loven, der både forkyndes i Det Gamle Testamente og i Det Nye Testamente (f.eks. i Bjergprædikenen), kræver, at mennesket skal opfylde bud og krav, og den er ledsaget af løfte om løn og trussel om straf. Evangeliet er det gode budskab om, at mennesket får tilgivelse for sine synder (”syndernes forladelse”) i kraft af Jesu Kristi død og opstandelse.
Både forkyndelsen af loven og forkyndelsen af evangeliet er en del af Guds plan med mennesket for at frelse det. Loven forkyndes i al sin strenghed med det formål at få mennesket til at fortvivle og indse, at det ikke ved egen kraft kan gøre de gerninger, som loven kræver. Men loven står ikke alene. Hvis mennesket kun fik forkyndt loven, ville det gå under i fortvivlelse. Mennesket skal ganske vist bringes til fortvivlelse, men forkyndelsen af loven har en grænse. Når denne grænse er nået, skal loven tie, og så skal evangeliet tale sit trøstende ord til det fortvivlede og skræmte menneske:
”For så kommer det andet ord, det guddommelige løfte og tilsagn, og taler: Vil du opfylde alle bud, blive fri for dit onde begær og synd, hvilket budene tvinger og kræver, se da, tro på Kristus, i hvem jeg tilsiger dig al nåde, retfærdighed, fred og frihed.” 
Det er vigtigt at skelne mellem loven og evangeliet. Kun derved kan de begge virke med den kraft, der tilkommer dem. Loven skal forkyndes strengt og ubarmhjertigt, og evangeliet skal forkyndes som en betingelsesløs gave.
Det er dog også vigtigt ikke at adskille lov og evangelium. Loven får nemlig kun sin fulde mening i kraft af sin sammenhæng med evangeliet – ligesom evangeliet kun får sin fulde mening i kraft af sin sammenhæng med loven. Meningen med loven er, at den ved sin umenneskelige strenghed skal vise mennesket hen til evangeliet som dets eneste mulighed for frelse. Uden evangeliet ville loven ydmyge mennesket til dets undergang. Med evangeliet ydmyger den mennesket til dets frelse:
”Altså er det ikke muligt, at den, der hører evangeliet og lader sig levendegøre af åndens nåde, ikke først vil høre loven og lade sig dræbe af bogstaven, for nåden bliver kun givet til den, der tørster efter den.” 

### Den trælbundne vilje
Mennesket bliver frelst ved troen alene (lat. sola fide). Troen er en betingelse for frelsen. Men det skal ikke forstås derhen, at troen er en præstation fra mennesket side - en præstation, hvorved det gør sig fortjent til at modtage frelsen. Mennesket kan ikke gøre sig fortjent til at modtage noget fra Gud, understreger Luther gang på gang. Det beror på Gud alene, om et menneske kommer til tro.
Det hænger sammen med, at mennesket ikke har en fri vilje (lat. liberum arbitrium) over for Gud – og dermed over for det, der har at gøre med frelse eller fortabelse. Over for Gud har mennesket en trælbundet vilje (lat. servum arbitrium). Dets vilje er enten underlagt Gud eller Satan. Det kan ikke på nogen måde gøre sig fortjent til at modtage frelsen.
At menneskets vilje er underlagt enten Gud eller Satan, betyder dog ikke, at Gud og Satan har lige stor magt. Gud – eller mere præcist: den skjulte Gud – har den største magt. ”Den skjulte Gud” er Luthers betegnelse for Gud i sin totalitet. Heroverfor står den åbenbarede Gud, som er hans betegnelse for den Gud, der beskrives i Bibelen. Det er i virkeligheden den samme Gud – blot er den åbenbarede Gud ikke en åbenbaring af Guds totale væsen. I Bibelen åbenbares kun en del af Guds væsen. Derfor er den åbenbarede Gud anderledes end den skjulte Gud. I skriftet Om den trælbundne vilje (lat. De servo arbitrio) (1525) siger han:
”Gud gør mange ting, som han ikke viser os i sit ord. Han vil også meget, som han i sit ord ikke viser, at han vil. Således vil han ikke synderens død – i sit ord, vel at mærke – men han vil den ifølge hin uudgrundelige vilje.” 
Den skjulte Gud udvirker alt – også i Satan og den gudløse. Det er også den skjulte Gud, der udvirker, at bestemte menneskers vilje er underlagt Satan. Det betyder igen, at det i virkeligheden er Gud, der udvirker, at bestemte mennesker går fortabt. Mennesket har ikke nogen fri vilje i den henseende. Viljen er trælbundet. Mennesket bliver frelst – eller går fortabt – uden at det har nogen mulighed for at ændre på sin skæbne.
Gud er almægtig - og er derfor den egentlig ansvarlige for denne ordning. Heraf rejser der sig et ubehageligt spørgsmål: Hvordan kan Gud være retfærdig, når han lader de ikke-troende gå fortabt, når det i virkeligheden er ham selv, der udvirker, at de ikke kommer til tro? Tilmed er de ikke-troende ikke nødvendigvis moralsk dårligere mennesker end de troende. I nogle tilfælde er de endog bedre.
Luther kan ikke finde noget svar på spørgsmålet. Han siger, at vi må bøje under Guds majestæt og hans uudgrundelige vilje. Vi kan og må ikke udforske hans hemmeligheder. De er forbudt område. Guds retfærdighed ligger på så højt et plan, at den ikke kan fattes af den menneskelige fornuft. Men når Gud åbenbarer sig på dommens dag, så vil alle kunne se, at han er retfærdig.

### Kirken
Luther kritiserede den autoritet og magt, som Romerkirken havde fået. Den levede efter dogmet Uden for kirken er der ingen frelse” (”Extra ecclesium nulla salus.”). Dette dogme blev vedtaget ved koncilet (kirkeforsamlingen) i Firenze (1438-45). I en pavelig bulle (et officielt brev) fra koncilet hedder det:
”Den hellige romerske kirke, grundlagt af vor Herre og Forløsers ord, … tror fuldt og fast på, bekender og forkynder, at ingen uden for den katolske kirke – hverken en hedning eller en jøde eller en vantro eller en, der udskiller sig fra kirken, kan blive delagtige i det evige liv, men vil komme i den evige ild, som er bestemt for Djævelen og hans engle, medmindre han tilslutter sig den (kirken) før døden.” 
Kirkens magt gav sig blandt andet udtryk i pavens og koncilernes autoritet. Men Luther ønskede, at den kristne skulle forholde sig direkte til Gud, ikke via kirken eller helgenerne. Der behøves ikke et sådant mellemled, sagde han. Ingen blandt de kristne er bedre eller helligere end andre.
Luther vendte sig mod Romerkirkens hierarki, ifølge hvilken præsterne havde fået en særlig værdighed. Men enhver er kun forpligtet over for Gud, ikke over for noget menneske, sagde han. Enhver kristen kan selv læse og forstå Bibelen.
Det sidste forudsætter dog, at Bibelen bliver oversat til modersmålet. Derfor satte reformationen gang i en række bibeloversættelser. Liturgien skulle også foregå på modersmålet, ikke på latin.
Ifølge Luther er enhver kristen i kraft af dåben en præst. Det kalder han det almindelige præstedømme. Der findes imidlertid også det særlige præstedømme. Af praktiske grunde er det nødvendigt at have en kirke med kirkelige embeder. Præsterne i kirken skal forkynde evangeliet og forvalte sakramenterne dåb og nadver. Denne ordning er dog ikke nødvendig for frelsen. I en nødsituation kan enhver kristen overtage disse opgaver.
Med hensyn til forholdet mellem kirke og stat skelner Luther mellem to styreformer (regimenter): det åndelige regimente og det verdslige regimente. Kirken udøver det åndelige regimente, mens staten udøver det verdslige regimente. Begge regimenter er indsat af Gud, men de har myndighed på forskellige områder. Det åndelige regimente har myndighed over det åndelige, over det indre menneske (sjælen, troen). Det verdslige regimente har myndighed over det ydre menneske (legemet). I skriftet Om verdslig øvrighed, hvorvidt man er den lydighed skyldig (1523) siger han:
”Derfor har Gud forordnet de to regimenter: det åndelige, som ved Helligånden skaber kristne og fromme folk under Kristus, og det verdslige, som holder de ukristne og onde mennesker tilbage, så de mod deres vilje opretholder ydre fred og må være rolige.” 
Det verdslige regimente er indsat af Gud, og den kristne har pligt til at rette sig efter den, siger Luther. Den ydre magtanvendelse (”sværdet”) hos domstole og politi skal bruges mod de onde og til beskyttelse af de gode. Men det verdslige regimente må ikke udøve magt på det på det åndelige område. For eksempel må en fyrste ikke forbyde en bestemt oversættelse af Bibelen på sit område. Et sådant spørgsmål hører ind under det åndelige regimente, dvs. kirken og biskopperne.

## Biografi
Tidslinje for Martin Luther 1483-1546

### Opvækst, uddannelse, præstevielse (1483–1509)
Martin Luther blev født 10. november i Eisleben i Thüringen. Ved dåben den følgende dag i St. Peter-Paulus-kirken blev han opkaldt efter helgenen for 11. november, Martin af Tours. Familien sad i gode kår; hans mor, Margarethe Lindemann, kom fra et middelklassehjem, og hans far, Hans Luder, var bjergværksarbejder og drev en kobbermine. Familienavnet Luther blev stavet på forskellige måder: Lüder, Luder, Loder, Ludher, Lotter, Lutter, Lauther eller Luther. Luther selv blev døbt "Martin Luder". Først i 1517 lader det sig dokumentere, at han havde ændret sit efternavn til "Lutther" og "Luther"; muligvis under indflydelse af, at han var begyndt at undertegne sig som "Eleutherius" – en latiniseret form af græsk έλεύθερος = "fri", "den frie".
Et år efter Luthers fødsel flyttede familien til Mansfeld (ca. 35 km fra Halle (Sachsen-Anhalt)), hvor hans far ikke kun drev miner, men også var landejer og lånte penge ud til 5 % rente. Her blev Luther præget af den senmiddelalderlige folkefromhed med tro på hekse, djævle og anden overtro.
Fra barndommen var han plaget af en angst, der lå på bunden af hans sjæl – en angst for Gud. I ungdomsårene følte han sig som et evigt fortabt væsen – en synder, der ikke kunne bestå for den almægtiges domstol, og som var hjemfaldet til helvedets rædsler. Det ene, afgørende spørgsmål var: Hvordan finder jeg en nådig Gud? Den Gud, han så for sig, var en streng dommer, der krævede fuldkommenhed – intet mindre. Over for Dommeren følte han sig uren og uværdig. Følelsen af syndighed voksede i disse år.
Samtidig var han stærkt bundet til kirken. Han levede i og med kirken, ligesom kirken levede i og med folket. Luthers uddannelse var tæt knyttet til kirken: Først gik han i latinskole i Mansfeld (1489-95) og i Magdeburg (1495-97), hvor han boede hos Brødrene af Fælleslivet, som blev kendt for devotio moderna (den moderne fromhed). Derefter gik han i skole i Eisenach (1498-1501). Fra 1501 studerede han i Erfurt, og i 1505 afsluttede han det filosofiske grundkursus som magister artium.
Samme år døde to af hans brødre af pest. I familiens køkkenmødding i Mansfeld fandt man ved en udgravning 300 sølvmønter, der sandsynligvis er blevet kasseret, fordi man ikke turde beholde noget, som de syge havde været i berøring med.
Tiden i Erfurt fik stor betydning for hans teologiske kurs. Her underviste munkene i den occamistisk-nominalistiske via moderna i filosofi og teologi. Retningen stod stærkt i Sachsen, og understregede den store afstand mellem Gud og verden. Nominalisterne afviste, at man kan tænke sig Gud og religiøse sandheder i forlængelse af verden og menneskelig fornuft. Herved adskilte de sig stærkt fra skolastikkens anden retning, realismen (via antiqua).
Luthers fars planer om at se Luther blive jurist blev brat ændret efter en stærk religiøs erfaring, sønnen gjorde 2. juli 1505 ved Stotternheim på vej til Erfurt. Her slog lynet ned tæt ved Luther, så han bad om nåde og lovede at blive munk, hvis den hellige Anna (jomfru Marias mor og skytshelgen for minearbejdere og fødende kvinder) ville redde hans liv. Han havde også tidligere overvejet at gå i kloster, men var muligvis blevet bekymret ved tanken om, hvordan hans far ville reagere.
Han var også under pres fra sin far for at gifte sig. Tre af Luthers søstre og en bror var allerede blevet bortgiftet til børn af velstående mænd, og åbenbart stod den 21-årige Luther nu for tur.
Han fortalte sin far om oplevelsen, at det var som om himlen havde taget afgørelsen for ham, skønt et løfte afgivet i dødsangst ikke var bindende ifølge middelalderens kirkeret.
Mod sin fars vilje indtrådte han nu i augustinereremitternes kloster i Erfurt for at sætte alle sine kræfter ind på sin sjæls frelse. Klostret tilhørte en reformeret gren af augustinereremitterne, en af senmiddelalderens strengeste tiggerordener. Den havde et tæt samarbejde med byens universitet, så klosterledelsen bestemte, at Luther skulle fortsætte sine studier og fordybe sig i teologi. Luther tilbragte henved ti år i Erfurt, hvor universitetet var et centralt miljø for senmiddelalderens teologi, især via moderna og Gabriel Biels strenge teologi. Efter prøvetiden modtog han præstevielse i Mariakirken den 4. april 1507 af hjælpebiskoppen af Mainz, Johann Bonemilch von Laasphe, som boede i Erfurt. Den 2. maj fejrede han sin første messe i augustinereremitternes kloster.
Men livet som munk bragte ham ikke den fred, han havde håbet på. Klosterlivet bestod af en lang række regler, som ikke blot drejede sig om ydre forhold som klædedragt, måltider og ritualer, men også om det åndelige liv. Den enkelte klosterbroder skulle dagligt bekende sine synder i nærværelse af klostrets beboere. Han skulle ransage sig selv: Er min anger oprigtig? Skyldes den ægte sorg over begåede synder? Har den sin dybeste grund i kærlighed til Gud? Eller har jeg et skjult ønske om at fortsætte med at synde?
Luther tog spørgsmålene dybt alvorligt. I sin selvransagelse var han nådesløs. Med en absolut alvor afviste han alle kompromiser. Efterhånden drev han sig selv ud mod vanviddets grænser. Hele tiden måtte han spørge sig selv, om hans anger nu var oprigtig. Og hver gang måtte han – hvis han skulle være helt ærlig – svare, at den ikke var det. Han var en synder helt igennem - ”en stinkende ormesæk”, som han kaldte sig selv.
Frygten for Guds vrede tyngede ham, selv om han fandt hjælp og trøst i sine bibelstudier og i læsning af Bernhard af Clairvaux og de tyske mystikere. Som Luthers sjælesørger spillede augustinereremitternes generalvikar Johann von Staupitz en stor rolle.

### Undervisning i Wittenberg (fra 1509)

#### Opholdet i Rom
Luther fortsatte sine teologistudier i Wittenberg (1508/09), underviste i filosofi og tog den teologiske doktorgrad. Augustinerne forlangte, at munkene foretog rejser parvis, og i vinteren 1510-11 besøgte Luther Rom som rejseledsager for en munk, der skulle diskutere augustinereremitternes organisering, som der herskede uenighed om. Turen foregik til fods i to måneder, inden de var fremme i pavens by. Begge fik feber på egnen ved Po, muligvis malaria. Luther mente, at han helbredte sig selv ved at spise granatæbler.
Han fortalte, at han første gang så Rom fra et bjerg; der var muligvis tale om udsigten fra Monte Mario. Fire år tidligere var bygningen af den moderne Peterskirke påbegyndt. Luther besøgte kirken Santa Maria del Popolo ved Piazza del Popolo. Sandsynligvis boede han også i det tilknyttede logi, som tilhørte augustinerordenen.
Opholdet i Rom gjorde Luther desillusioneret. Den korruption, han var vidne til, rokkede hans tillid til pavekirken. Under sit besøg i Scala santa (den hellige trappe) i Rom, hvor de troende gik opad på knæene, skal han have rejst sig, halvvejs oppe på trappen, og sagt højt: "Hvem ved, om det er sandt?"  En plads i Rom blev dog opkaldt efter ham i 2015.
Efter ønske fra sin foresatte Johann von Staupitz overtog han stillingen som teologisk professor ved universitetet i Wittenberg i 1512. Hans opgave var at forelæse over Bibelen. Han tog fat på forelæsninger over Salmerne (1513-15), Romerbrevet (1515/16), Galaterbrevet (1516/17), Hebræerbrevet (1517/18), og igen over Salmerne (1518/19).

#### "Tårnoplevelsen"
I 1506 begyndte den katolske kirke et storstilet salg af "Petersaflad" for at finansiere bygningen af den nye Peterskirke, som Luther selv havde set under sit besøg i Rom. Især dominikanerordenen var involveret i salget, og ærkebiskop Albrecht var en stor forhandler, da han skulle betale paven for dispensationen for at have to bispesæder - i Mainz og i Magdeburg. Selv mord kunne man bekvemt købe sig tilgivelse for. Desuden kunne man få aflad for endnu ikke begåede synder. Luther var frastødt af denne sjakren og profiteren på den frygt for Guds vrede, han selv kendte til.
Men så meldte indsigten sig ved den såkaldte "tårnoplevelse" i klosteret i Wittenberg. Selv fortæller Luther dog, at indsigten kom, mens han sad in cloaca (= på lokum). Når man senere har talt om et tårn, kan det skyldes, at datidens fornemme boliger ofte havde latrinen uden på væggene, i små tårne. Luther boede i den periode i et lavt forhus uden tårne, hvor klostret vender ned mod Elben. Her foretog man i 2008 en udgravning af både af det opvarmede værelse, hvor Luther havde arbejdet, og af lokummet, som besøgende godt må tage et kig på.
Her blev Luther slået af en sætning i Romerbrevet (kap 1, vers 17):
"For i det (evangeliet) åbenbares Guds retfærdighed af tro til tro – som der står skrevet: "Den retfærdige skal leve af tro.""  Det slog ham, at den "Guds retfærdighed", som omtales her, ikke er den strenge dømmende retfærdighed hos en Gud, som i ubønhørlig hårdhed holder dom over synderen, men tværtimod en nådens retfærdighed, som Gud skænker os. Denne retfærdighed modtager mennesket ved troen. Luther fandt en skænket og ufortjent retfærdighed, hvis indhold er Kristus og hans gerning som frelser.
En del lutherforskere betragter ikke "tårnoplevelsen" som det skelsættende punkt i Luthers udvikling, men mener, at hans "reformatoriske opdagelse" voksede frem gradvist.
Kirkehistorikere finder det sandsynligst, at selve det religiøse gennembrud og klarheden omkring det fandt sted omkring 1518. De bygger på Luthers egen angivelse i hans "store selvvidnesbyrd" fra 1545, hvori han siger, at erkendelsen kom til ham, før han forelæste over Salmerne anden gang i 1518-19.
Luthers overbevisning var, at frelsen skyldes troen alene; men troen er ikke menneskets præstation, men er en nådegave fra Gud. Menneskets sola fide (troen alene) genspejler Guds sola gratia (nåden alene). Dermed bliver Gud også ansvarlig for frelsen, og afgør selv, hvem der skal modtage hans nåde; får man den, er det forudbestemt. Dermed er der tale om en prædestinationslære, hvor alt er forudbestemt. Luther anslog, at kun en tiendedel af menneskeheden var udset til frelse: "Det følger af Moselovens forskrifter om tiende," anførte han som bevis for denne tanke. Andre gange talte han om kun én ud af tusind. Kristendommens kerne var for ham, at Jesus påtog sig Guds vrede som et sonoffer for menneskets arvesynd. Troen, der fører til frelse, drejer sig om troen på solus Christus (Kristus alene).
Samtidig var Bibelen den eneste egentlige autoritet for den kristne (sola scriptura (skriften alene)). Kirkens fejl var netop, at den havde opbygget en institution, der ikke er nævnt i Bibelen, og tilføjet en bunke overtro, der heller ikke omtales, såsom aflad, pavedømme, helgener, mariadyrkelse, osv.

### Kampen mod afladshandelen (1517–1518)
Som præst og sjælesørger i Wittenberg stødte Luther på dominikaneren Johann Tetzels overfladiske afladsforkyndelse med den sætning, som blev tillagt ham: Når pengene i kisten klinger, straks sjælen ud af skærsilden springer. Han forfattede 95 teser som udgangspunkt for en diskussion af afladens brug og væsen. Den 31. oktober 1517 sendte han dem til Albrecht af Brandenburg (ved pavens dispensation ærkebiskop af både Magdeburg og Mainz), og biskoppen af Brandenburg, Hieronymus Schultz, og til Johann Lang i Erfurt og Christoph Scheurl i Nürnberg, sine lærde venner. Teserne angreb ikke selve afladen, men var en reaktion på en groft materialistisk misbrug af den. Han imødegik den med sin nyvundne lære om troen som den afgørende faktor for menneskets frelse.
I sit følgebrev til bisperne bad han om en afklaring og om, at afladsprædikanterne skulle pålægges tilbageholdenhed. Under en debat i maj 1518 i Heidelberg, tog Luther ikke selve afladen op til behandling, men derimod den teologi, som lagde grundlaget for afladen.
De 95 teser blev sat op på døren til slotskirken i Wittenberg som en indbydelse til en akademisk drøftelse af sagen, fortalte Philipp Melanchthon i 1546. Nogle forskere betvivler, at Luther faktisk slog sine teser op på kirkedøren. Der er hverken tidspunkt eller navn på teserne, som der normalt var, hvis de skulle hænges op. I øvrigt var det ikke professorerne selv, der slog bekendtgørelser op; det fik de en student eller vagtmester til. Diplomaten Christoph Scheurl lod teserne, der stod på latin, oversætte til tysk og fik dem trykt, hvorved kendskabet til dem udbredtes takket være den nyopdagede bogtrykkerkunst. I løbet af få uger var de spredt over hele Tyskland, og i løbet af få måneder over hele Europa. I 1500 var et trykkeri en sjældenhed, men inden 1530 var mere end 10.000 religiøse skrifter trykt i Europa i op mod ti millioner eksemplarer - især protestantiske skrifter, men snart også katolske.

#### Reaktionerne på Luthers teser
Offentliggørelsen af teserne fik en uventet virkning, til Luthers oprigtige forskrækkelse. Det viste sig, at der var en vidt udbredt uvilje og harme over den usalige handel, som Rom, ærkebiskop Albrecht og Fuggernes bank drev med afladen, og som dominikanerne var håndlangere for. De fleste opfattede Luthers teser som en åben protest, og så ikke noget dybere teologisk i dem. Ærkebiskop Albrecht værdigede ikke Luther et svar, men indklagede ham for Rom. Ærkebiskoppen led et betydeligt økonomisk tab, da afladsforkyndelsen måtte afbrydes: han fik ikke den fortjeneste, som han var blevet lovet af Fuggernes bank. I juni 1518 åbnede pave Leo 10. en kætterproces mod Luther i Rom.
Luther havde søgt samtale og diskussion, men var meget lidt tilfreds med sine "samtalepartnere". I Tyskland engagerede også Tetzel sig kraftigt. Han forsvarede sig mod det, han opfattede som et fortegnet billede af sin forkyndelse. Den romerske kurie deltog efter nogle måneders forløb, men dialogen gik hurtigt i stå, fordi Luther blev mere og mere afvisende over for sin romerske modparter Mazzolini og Prierias.

#### Luther for Cajetan (1518)
Det var meningen, at Luther skulle forsvare sig i Rom. Men kurfyrst Frederik den Vise af Sachsen, der havde grundlagt Wittenbergs universitet i 1502, udvirkede, at Luther i stedet blev afhørt i rigsdagen i Augsburg af kardinal Cajetan. De to mødtes første gang den 11. oktober 1518. Her nægtede Luther at tilbagekalde noget og rejste i hast tilbage til Wittenberg. I løbet af det år havde han vundet megen støtte hos fyrsterne. Han klagede over kardinalen til paven. Dermed var alt for alvor sat i bevægelse.
Paven engagerede sig direkte i spørgsmålet med bullen Cum Postquam (8. november 1518), hvori han forklarede den katolske afladslære og vedgik misforhold inden for afladshandelen, men modsagde Luthers principielle standpunkter. Den 28. november 1518 appellerede Luther til et almindeligt kirkemøde. Han opfattede situationen som truende, og kort tid senere tilbød han at gå i eksil for ikke at sætte kurfyrsten og Sachsen i et dilemma. Men kurfyrst Frederik bestemte sig den 18. december 1518 for at holde hånden over ham. Også den pavelige udsending Karl von Miltitz kom i dialog med Luther i 1519, uden at det førte til noget varigt resultat. I foråret 1519 havde Luther også fået læst Lorenzo Vallas afsløring af "det konstantinske gavebrev"  som et falsum. Pavedømmet stod dermed uden sin påståede legitimitet, og derfra var springet ikke langt for Luther til at se paven som den skinbarlige Antikrist.
Kurfyrst Frederiks den Vises sympati fik afgørende betydning for Luther, men de to mødtes aldrig; hofkapellan Georg Spalatin formidlede kontakten dem imellem, og det var nok meget godt, for kurfyrsten var en førende samler af relikvier, som han havde 19.013 af, og udstillede frem til 1522; delvis grundet fortjenesten på pilgrimmene, der valfartede til Sachsen for at se dem. Paven havde også givet kurfyrst Frederik ret til at sælge de besøgende aflad, hvor ét besøg betød en forkortelse på 100 år af den besøgendes fremtidige ophold i skærsilden. Ialt havde paven givet licens til et salg af aflad for 1.902.202 dage.

### Debatten i Leipzig og dens virkninger (1519–1520)
Teologen Johannes Eck (1486–1543) i Ingolstadt havde beskæftiget sig med Luthers teologi siden 1517 og var en af de første, der indså, at de 95 teser pegede ud over deres direkte sigte: korrektion af afladspraksis. De stillede i virkeligheden spørgsmål om
- afladens væsen
- pavens myndighed til at give aflad
- den sakramentale struktur af kirken

Ved en debat 27. juni–16. juli 1519 i Leipzig mellem Andreas Karlstadt og Luther forsvarede Eck kirkens lære. Det drejede sig nu om pavens magt, om kirkemødernes ufejlbarlighed og om sakramenterne principielt. Luther afviste, at pavens overhøjhed (primat) er begrundet i Bibelen (Mat 16,18) og hævdede, at de almindelige kirkemøder kunne tage fejl, f.eks. i sagen mod Jan Hus ved koncilet i Konstanz.
Der var delte opfattelser af, hvem der kom bedst fra debatten. Ecks argumenter bidrog sikkert til at fremskynde en skarpere afvisning af grundlæggende dele af katolsk lære fra Luthers side. Men efter disputatsen stod Sachsens hertug Georg entydigt i den katolske lejr. Eck blev hyldet som den sejrende part af teologerne i Leipzig, som overøste ham med udmærkelser. Han havde presset Luther til at sige sig enig i flere udsagn, der havde fået dømt Jan Hus til kætterbålet. Det fik Luther til at udbryde: "Afbrænding af kættere er imod helligåndens vilje!" Dog tog det ikke mange år, før han selv ivrede efter at få de, der tænkte anderledes end han selv, dømt til kætterbålet.
Før disputatsen skrev Luther 3. marts 1519 i et brev til pave Leo 10., at "for Gud og hans skabning vidner jeg, at jeg ikke har ønsket, ej heller nu ønsker, at rokke ved eller undergrave den Romerske Kirkes eller Deres Helligheds myndighed". Men lidt senere skrev han, at han var "usikker på, om paven er Antikrist eller hans apostel". Og i februar takkede han Scheurl for det krasse kampskrift mod paven, som han havde tilsendt ham (Julius' og St. Peters dialog) med ordene, at han var meget fristet til at oversætte det til tysk for folkets skyld.
Men efter disputatsen gav Luther uden omsvøb udtryk for, at paven var Antikrist, Kristi onde modstander, som førte menneskene ud i elendighed, fordi han havde sat sig selv i Kristi sted og dermed udfordret Guds vrede. Med tiden forstærkedes disse forestillinger hos Luther: Paven blev for ham Antikrist i egen person.

### Fra bullenExsurge Dominetil bandlysningen (1520–1521)
Den romerske proces mod Luther var standset på grund af kejservalget og blev ikke genoptaget før 1520. Johannes Eck rejste selv til Rom for at få gang i sagen. Den 15. juni 1520 kom bullen Exsurge Domine fra pave Leo 10. Den fordømte 41 læresætninger fra Martin Luthers skrifter og krævede, at han skulle trække dem tilbage inden 60 dage eller risikere ekskommunikation. Bullen repræsenterede den første officielle stillingtagen fra pavestolen til en begyndende luthersk reformation.
Paven udpegede Johannes Eck til at proklamere bullen i Tyskland. Hans ankomst sommeren 1520 udløste voldsomme mishagsytringer. Mange steder var det umuligt for ham at forkynde bullen. Bullen bekræftede Luther i hans standpunkter og skærpede hans polemiske tone.
Efter bandbullen udgav Luther fire skarpe programmatiske reformatoriske skrifter:
- Det etiske Om de gode gerninger (juni 1520), hvor han udfolder synspunkterne for den evangeliske etik i form af udlægning af de 10 bud, og anfører, at gerninger kun er gode, hvis de omfattes af et af de ti bud og i øvrigt er baseret på troen.
- Det politiske Til den kristne adel af den tyske nation (august 1520), hvor Luther lancerer idéen om "det almindelige præstedømme". Han henvender sig til kejser og rigsstænder med en opfordring til et nationalkoncil, som skal iværksætte reformer. Alle samfundslag er lige, fordi alle døbte har del i dette præstedømme.
- Det dogmatiske Om kirkens babylonske fangenskab (oktober 1520, på latin), hvor Luther angriber katolsk sakramentelære og reducerer sakramenternes antal fra syv til to, dåb og nadver (eventuelt tre, medregnet skriftemålet).[75]
- Det lille evangeliske Om et kristenmenneskes frihed (november 1520), hvor Luther fremhæver, at Guds nåde kun kan erfares ved troen (sola fide). Her lanceres paradokset med den kristne som altings træl og altings herre; for han er underlagt øvrigheden, men sjæleligt frigjort af Kristus. Den frihed, der omtales, er hverken religionsfrihed eller politisk frihed; kun friheden fra at skulle yde nogen god gerning for at blive frelst.[76] Synd var for Luther ingen hinder for frelse: "Vær en synder og synd kraftigt," opfordrede han sin ven Philipp Melanchthon til i et brev. Især tog han stærkt afstand fra "gerningshellighed", hvormed han henviste til gode gerninger og ydre resultater.[77] Blandt andre Luthers kampfælle Nikolaus von Amsdorf udtalte, at gode gerninger alene afgjort forhindrede, at man blev frelst.[78]

Alligevel talte han om de tre første buds "høje gerninger", og var optaget af det fjerde: "Du skal ære din far og din mor". Luther understregede, at "der står ÆRE, ikke elske, for at ære nogen indebærer frygt, (...) sådan at barnets egenvilje skal brydes, og de skal blive ydmyge og sagtmodige".
Efter at pave Leo 10. havde truet ham med kirkens band, fuldførte Luther bruddet den 10. december 1520 ved at arrangere en offentlig bogbrænding af bullen i Wittenberg. Samtidig brændte han også sine modstanderes skrifter, de kirkelige retsbøger og selve bandtruslen - en handling, han senere skrev et forsvar for. Man kan derfor med god ret hævde, at denne dag snarere er den egentlige reformationsdag end opslaget af teserne 31. oktober 1517. Han prøvede sågar at få fat i eksemplarer af skolastikerne Thomas Aquinas' og Duns Scotus' skrifter for at brænde dem, men ingen ville bidrage til det hærværk.
Den 3. januar 1521 blev han bandlyst i Rom ved bullen Docet Romanum Pontificem. 

### Rigsdagen i Worms (1521)
Luthers popularitet i Tyskland var stærkt stigende, både blandt fyrster og i brede lag af befolkningen. Men den nye kejser Karl 5., der var blevet kronet i Aachen den 23. oktober 1520, havde til hensigt at rejse en rigssag mod ham, så snart han var blevet bandlyst af kirken. Kejseren indkaldte derfor rigsstænderne til rigsdag i Worms. Kun efter pres fra kurfyrst Frederik den Vise af Sachsen gik han med til, at Luther først skulle udspørges på rigsdagen.
I marts gav kejseren Luther 20 dages frit lejde til og fra Worms. Hans rejse dertil, ledsaget af tro medarbejdere som Justus Jonas, var et triumftog, og han prædikede for folket i Erfurt, Gotha og Eisenach.
Luthers indtog i Worms den 16. april 1521 var højtideligt ledet af den kejserlige herold. Det gav ikke indtryk af, at det var en slagen mand, der ankom. Den 17. og 18. april stod han frem foran rigsdagen og fastholdt og forsvarede sine skrifter. Han sagde blandt andet de berømte ord:
"Hvis jeg ikke bliver overbevist gennem vidnesbyrd fra Skriften og klare fornuftsgrunde - for jeg tror ikke på paven og koncilierne alene, da det står fast, at de ofte har taget fejl og modsagt sig selv - så er jeg gennem de steder i Den Hellige Skrift, som jeg har anført, overvundet i min samvittighed og fanget i Guds Ord. Derfor kan og vil jeg intet tilbagekalde, for det er hverken sikkert eller tilrådeligt at gøre noget imod samvittigheden. Gud hjælpe mig. Amen."
Kejseren holdt næste dag en tale, hvori han beklagede, at han havde tøvet med at tage forholdsregler mod Luther. Han bekræftede Luthers frie lejde, men erklærede, at han herefter ville betragte ham som en kætter, og opfordrede rigsstænderne til at gøre det samme. I slutningen af april forlod Luther Worms og blev, efter aftale, "bortført" af kurfyrst Frederiks folk og bragt i sikkerhed på borgen Wartburg den 4. maj 1521.
Luther blev nu erklæret fredløs ved kejserens Worms-edikt. Ediktet rejste rigssag mod ham og hans tilhængere. Det indeholdt også fordømmelser af ham og erklærede ham for kætter på grund af hans afvisning af den katolske kirkes lære, herunder hans kritik af sakramenterne, messen, pavedømmet, koncilerne og en række kirkeskikke. Luther blev desuden anklaget for at opildne til strid og ødelæggelser.
Ediktet blev først offentliggjort på rigsdagens sidste dag, efter at mange var rejst. Forsøg på at udvirke en udlevering af Martin Luther slog fejl, fordi han allerede var i sikkerhed på Wartburg. Det blev også vanskeligt at gennemføre ediktet senere: Kejser Karl, som havde kæmpet for gennemførelsen af ediktet, blev væk fra Tyskland i hele ni år. Imens kunne Luthers lære uhindret slå rod.

### I tilflugt på borgen Wartburg (1521–1522)
Luthers ophold på Wartburg fra april 1521 til marts 1522 var en ny vigtig oplevelse borte fra klosterlivets religiøse rutiner og andre ydre forpligtelser. Han havde nu tid til egne projekter og eksistentielle og teologiske refleksioner. Under pseudonymet "junker Jörg" rejste han af og til rundt i omegnen. Her blev han bedre kendt med almindelige tyskeres vilkår og ikke mindst deres sprogbrug.
Allerede i foråret 1521 havde en enkelt præst giftet sig. Luther havde rost ham for det, skønt det stred mod rigets love. Mens Luther holdt sig i skjul, rullede reformationen videre. Stadig flere ordensfolk forlod deres klostre. I januar 1522 gav ledelsen for augustinereremitterne i Weimar tilladelse til, at alle medlemmer kunne træde ud af ordenen, og snart var deres tyske provins helt opløst. Nu blev det til en regulær klosterflugt, og mange steder lukkede hele klostre.

#### Luther-Bibelen
På Wartburg tog Luther fat på sin oversættelse af Bibelen til tysk. Med hjælp fra Melanchthon, hofkapellan Spalatin og andre fuldførte han sin oversættelse af Det Nye Testamente fra græsk til tysk i 1522. Det meste af arbejdet havde han gjort på kun elleve uger under opholdet på Wartburg, hjulpet af Erasmus af Rotterdams nye græske udgave af Det Nye Testamente fra 1516. "Luther-bibelens" sproglige kvaliteter kom til at betyde meget for udformningen af et tysk fællessprog, og er blevet kaldt "en sproglig genial personlig præstation" (Josef Lortz). Den sproglige kraft og oversætterens berømmelse gjorde, at den snart blev vidt udbredt. Luther regnes som ophavsmand til stående udtryk som "at bide tænderne sammen" og "en ulv i fåreklæder", der fik indpas gennem bibellæsning på modersmålet.
Førsteudgaven, den såkaldte september-udgave (Septembertestamentet, udgivet og trykket af Lucas Cranach den Ældre), blev så hurtigt udsolgt, at en ny udgave måtte trykkes allerede i december. Luther havde snydt lidt, og tilføjet et "alene" i teksten i Romerbrevet 3,28, for at der skulle komme til at stå "tro alene". Originalteksten siger kun: "For vi mener, at et menneske gøres retfærdigt ved tro, uden lovgerninger." 
Oversættelsen var fra et filologisk synspunkt uden sidestykke i tysk sproghistorie; med ét slag skabte den grundlaget for højtysk (Hochdeutsch). Men den indeholdt teologisk tendentiøse fejl, som gjorde det nødvendigt med reviderede udgaver. Foruden at være en bibeloversættelse, var den et angrebsvåben mod den gamle kirke, og den indeholdt også illustrationer, der gjorde nar af pavedømmet. Oversættelsen af Det Gamle Testamente tog længere tid og var først færdig i 1534. Her havde Luther uden videre udeladt et antal bøger, fordi de ikke passede ind i hans teologi. Mere betød hans egne ord Skriften alene ikke for ham.

#### Wartburg-postillen
Mens Luther var på Wartburg, udarbejdede han Wartburg-postillen. (En postil er en samling prædikener over alle kirkeårets evangelietekster og epistler, som præsterne i nødstilfælde kunne læse op fra prædikestolen under gudstjenesten, eller bruge i deres prædikenforberedelse.) Luther udarbejdede den på opfordring af Frederik den Vise. Den udkom i to dele: prædikenerne til advent (Adventspostillen 1522) og jul (Julepostillen 1522). Først i 1525 fortsatte arbejdet med prædikener til og med langfredag (Fastepostillen 1525). Med kollegers bistand udkom prædikenerne til resten af året i 1526; den del kaldes Roths sommerpostil efter redaktøren Roth.

#### Nye kampskrifter
Samtidig forfattede han små lejligheds- eller kampskrifter, som Om munkeløftet, hvor han kritiserede katolsk lære og katolske skikke, og Munkestanden om cølibatet, messeofferet, den præstelige tjeneste, osv. Hans svar på kritik fra fx Latomus af Leuven, Hieronymus Emser, og det teologiske fakultet ved universitetet i Paris, var ofte af grov karakter. Hans kommentar til den nyudsendte pavelige skærtorsdagsbulle In coena Domini på tysk spillede på en utilsløret folkelig humor og krydsede også grænserne for religiøs anstændighed. Den ligefremme form og tone bidrog til at skærpe debatten, men Luther forsvarer sin stil i indledningen Om den trælbundne vilje (1525).

### Billedstormen i Wittenberg og bruddet med Andreas Karlstadt (1522)
I Luthers fravær forgrenede reformationen sig i ulige retninger. I december 1521 kom det til tumulter i Wittenberg, da billedstormere som Andreas Karlstadt påberåbte sig en særlig inspiration fra Helligånden. Uden fyrstens accept angreb billedstormerne barnedåben og anstiftede vidtgående uro.
I marts 1522 kaldte vennen Melanchthon i panik Luther tilbage fra eksilet på Wartburg for at genoprette ro og orden. Han rettede massiv kritik mod sin gamle kampfælle Karlstadt, og erklærede en række af hans reformer for ugyldige eller forhastede. Karlstadt fik forbud mot at prædike og publicere, og striden mellem de to pågik frem til sommeren 1523, da Karlstadt blev fordrevet fra Wittenberg. Heller ikke "profeterne" fra Zwickau blev tålt. Det var et følge af 72 unge nyvakte, anført af væveren Nikolaus Storch, Thomas Drechsel og Markus Stübner; sidstnævnte gav sig ud for at kunne læse tanker. De var populære hos almuen i hjembyen Zwickau, men ikke hos byens gejstlige, og fandt sig snart på flugt til Wittenberg. Her blev de dog heller ikke blev mødt med forståelse. Baseret på Luthers idé om "det almindelige præstedømme" afviste "Zwickau-profeterne" både verdslige og kirkelige myndigheder. Luther støttede begge myndigheder og påstod, at det var Satan, der talte gennem de unge. Disse stridigheder resulterede i, at han fremlagde sin lydighedslære i skriftet Om verdslig øvrighed og hvorvidt man skylder at adlyde den.
Luther fik fuldt op at gøre med "sværmerne" i Wittenberg. Til dem havde Thomas Müntzer sluttet sig. De påberåbte sig, at Gud ikke bare har åbenbaret sig ved "Skriften alene" (sola scriptura), men lige så meget gennem det "indre lys", det "åndelige ord". Under bondekrigen blev den strid yderligere skærpet.

### Bondekrigen og fyrstereformationen (1524-1525)
Den tyske bondekrig 1524–25 havde primært økonomiske og sociale årsager, men tidspunktet og omfanget var en følge af Luthers forkyndelse. Romerretten havde, i konflikt med hævdvundne skikke, gjort det nemmere for tysk adel at indføre nye skatter og afgifter. Af Luthers skarpe kritik af den kirkelige øvrighed, og hans forkyndelse om samfundslagenes ligeværd og frihed, måtte bønderne slutte, at han også ville støtte et angreb på den voksende skævfordeling; især fordi en række af de lokale fyrster også havde kirkelige embeder. De "tolv artikler" beskrives som et kombineret klageskrift, reformprogram og revolutionært manifest:
- 1 Enhver menighed har ret til at vælge sin præst
- 2 Præsten skal lønnes af tiendebetalingen; andre tiendeindbetalinger afskaffes
- 3 Livegenskabet afskaffes
- 4 Jagtrettigheder går tilbage til bønderne
- 5 Retten til skovene går tilbage til bønderne
- 6 Hoveri skal begrænses til et aftalt omfang
- 7 ...som ikke må overskrides
- 8 En rimelig lønaftale
- 9 Lovbrud straffet efter vedtaget lov, ikke vilkårligt eller ud fra gunst
- 10 Fælleder og overdrev går tilbage til bønderne
- 11 Arveafgift skal ikke gøre enker fattige
- 12 Hvis nogen af disse krav viser sig i modstrid med Bibelen, kan de bortfalde [94]

Opstanden brød ud i Schwaben sent i 1524. Under ledelse af Thomas Müntzer - en af de 72 "profeter" fra Zwickau - udviklede det sig til en regulær krig. Müntzer gik ind for voksendåb, så den døbte selv kan tage stilling til handlingen; mens Luther foragteligt kaldte hans bevægelse for "gendøbere" (anabaptister), da spædbørnsdåb er nødvendig for spædbarnets frelse ud fra tanken om dåben som en art djævleuddrivelse. Luther frydede sig, da Müntzer blev fængslet og udsat for langvarig tortur, fordi han ikke ville omvende sig til lutherdommen. Da Müntzer afslutningsvis blev halshugget i Mühlhausen, og hans hoved sat på en stage, godtede Luther sig, "fordi han ville dræbe min Kristum".
Luther afviste bøndernes kritik af øvrigheden og formanede dem til fred. Han anførede, at man ud fra Paulus' ord i Romerbrevet 12 ikke må gribe til vold mod øvrigheden, kun overfor en jævnbyrdig eller underordnet. Slaveri er ifølge Luther acceptabelt, for Kristus har sat sjælene fri; "det ydre lader Gud passere og lægger ikke så stor vægt på det". Øvrighedens vold mod oprørske undersåtter er ifølge Luther en kristelig handling "og en kærlighedshandling frejdigt at kværke fjenden, at plyndre og brænde og gøre alt, der er skadeligt, indtil man har overvundet dem." Bønderne følte sig svigtet, og ringede med kirkeklokkerne for at overdøve ham. Han på sin side følte sig truet på "liv og lemmer", og 6. maj 1525 opfordrede han i skriftet Wider die mörderischen Rotten der Bauern (= Imod de morderiske bondeflokke) til at slå oprørerne ned: "Kvæl, stik og slå dem ihjel, i skjul eller åbenlyst, hver den som kan; og husk, at der ikke kan tænkes noget gifigere, skadeligere, mere djævelsk end en oprører, ligesom man må slå en gal hund ned." Han sagde ligefrem, at over for oprørerne er blodsudgydelse en bedre gerning end bøn: "Så vidunderlige tider er det nu, at et folk bedre kan tjene sig til himlen med blodsudgydelse end ellers med bøn. Stik, slå, dræb dem, hver den som kan. Dør du selv, så godt for dig. En saligere død kan du aldrig få." 
I påsken 1525 havde en bondehær angrebet Weinsberg, hvor den forhadte grev von Helfenstein opholdt sig, og henrettede greven og andre adelige efter et spidsrodløb. Denne "Weinsberger bloddåd" fik det schwabiske forbund til at samle sig; men bondeopstanden bredte sig ind i Thüringen, hvor Luther var på inspektionsrejse. Han tog afstand fra kurfyrstens forsøg på fredsforhandling, Thomas Müntzer, der havde kaldt Luther "det bløde flæsk i Wittenberg", omtales som "ærkedjævelen i Mühlhausen". Flere af Luthers tilhængere undrede sig over hans blodtørstighed overfor bønderne. Hans kampfælle, professor Nikolaus von Amsdorf, der var udnævnt til første tyske superintendent (dvs. luthersk biskop), protesterede. Luther sluttede straks, at nu talte Amsdorf med Satans stemme: "Selv om også fyrsterne synder, fører de i det mindste sværdet med Guds myndighed." For Luther stod kampen mellem Gud og bønderne. Da Luthers svoger Johann Rühel også havde indsigelser, svarede Luther, at fandtes der uskyldige blandt bønderne, ville Gud sørge for at redde dem, som han havde gjort med Lot og Jeremias. Blev de ikke reddet, var de heller ikke uskyldige. At nogen blev dræbt, var for Luther beviset på deres skyld.
Forbundshæren slog bondehæren i flere slag i maj/juni 1525. Philip 1. af Hessen omringede 14. maj omkring 8.000 bønder ved Frankenhausen og massakrerede dem; hans egne tab var kun seks mand. Sommeren 1525 blev op mod 100.000 bønder dræbt; mange af dem var våbenløse efter at have overgivet sig.
Tilknytningen til de lokale fyrster førte til en "fyrstereformation", hvor reformationen blev forordnet ovenfra, og kirkens magt i stor udstrækning blev overført til fyrsterne. Blandt de første fyrster, som indførte reformationen "ovenfra", var landgreve Philip af Hessen og den tyske ordens stormester Albrecht af Preussen, som efter råd fra Luther fik Preussen omdannet til et hertugdømme og oprettede en luthersk landskirke.
Men Luther var bekymret over, at hans kampfæller havde vist sig at være uenige med ham. Kansleren i Mansfeld, Kaspar Müller, modtog derfor et trusselbrev fra Luther, hvori han skrev: "Man skal advare dem, der kritiserer min lille bog, om at holde kæft og passe på, (...) så de ikke forser sig og også en gang bliver et hoved kortere." Bønderne havde heller ikke villet høre, og de fik derfor som fortjent: "Så måtte man åbne ørerne på dem med bøssekugler, så hovederne sprang itu."
For Luther fremstår bondekrigen som et lærestykke fra Gud, så bønderne indser, "at de har haft det alt for godt," men måske nu har "lært at takke Gud, når de mister én ko, for så kan de jo roligt nyde godt af det, den anden giver". I øvrigt burde fyrsterne også have lært noget om "pøblen, og hvor meget de er til at stole på" - for: "Med en knytnæve skal man svare dem, der kæfter op, så blodet sprøjter fra næsen" og: "Æslet behøver pisken, og pøblen vil styres med magt, det vidste Gud godt. Derfor gav han ikke øvrigheden en rævehale, men et sværd i næven." 
Også mange år senere påtog Luther sig med stolthed ansvaret for massakren på bønderne: "Det var mig, Martin Luther, der dræbte alle bønderne under oprøret, for det var mig, der beordrede, at de skulle slås ihjel. Alt deres blod er på mine skuldre. Men jeg henviser til vor Herre Gud, som befalede mig at sige det."

### Bruddet med Erasmus om viljens frihed, 1525
I de første år fik reformationen støtte fra mange humanister, mens Erasmus af Rotterdam tøvede med at tage stilling. I 1524 blev det klart, at Erasmus definitivt sagde nej. I sit værk De libero arbitrio (Om den frie vilje) analyserede han Luthers overdrivelser om den menneskelige friheds begrænsninger. Luther tog ham det ilde op og svarede i 1525 med De Servo Arbitrio (Om den trælbundne vilje), hvori han ikke bare angreb Erasmus' værk, men også Erasmus personligt.

### Ægteskabet med Katharina von Bora (1525)
I juni 1525 giftede Luther sig med den tidligere nonne Katharina von Bora, der nedstammede fra en gammel adelsfamilie, der imidlertid sad i beskedne kår. Allerede som barn, i 1508 eller 1509, blev hun sat i klosteret Nimtsch ved Grimma, hvor hun i 1515 blev viet som nonne. I klosteret befandt sig også hendes tante Lene, der senere kom til at bo i Luthers hus. En nat i påsken 1523 flygtede Katharina og otte andre nonner fra klosteret med hjælp fra en borger i Torgau. I Wittenberg indlogerede Luther hende hos den tidligere borgmester Philipp Reichenbach, og så sig om efter en passende ægtemand til hende. Katharina blev i første omgang bestemt for studenten Hieronymus Baumgartner, men af ukendte grunde blev det ikke til noget.
Luther prøvede i stedet at gifte hende bort til en omtrent 60 år gammel præst, dr. Caspar Glatz, næsten fyrre år ældre end hende. Katarina nægtede; hvis hun ikke blev gift enten med en Nikolas von Amsdorf på 46 år eller Martin Luther på 41 år, ville hun hellere forblive ugift. Fra foråret 1525 havde Luther selv tænkt på at gifte sig, og forbarmede sig nu over Katharina. Han kom til den slutning, at hans ægteskab ville glæde hans far, ærgre paven, få englene til at le, og djævlene til at græde". 13. juni blev parret viet i hans bolig med nogle få vidner til stede; men 27. juni fejredes et stort bryllup med gæster fra fjern og nær. Luther udtrykte glæde over at have fundet "en from, trofast kvinde, som en mand kan forlade sit hjerte på".
Han påpegede ellers, at kvinder savner både legemsstyrke og åndsevner. "Mangelen på styrke tolerer vi, fordi mændene forsørger dem. Åndsevner ville vi ønske, de havde, men vi er nødt til at tåle dem, som de er." Før syndefaldet mente han, at kvinder og mænd havde været jævnbyrdige; men Evas svig reducerede kvindens vigtigste funktion til at føde sønner. En kvinde måtte ikke afvise sin mand seksuelt; i så fald skulle øvrigheden tvinge hende, eller få hende henrettet. "Lad dem bare føde børn, til de dør af det. Det er derfor, de er her," mente Luther.
Luther og Katharina bosatte sig i Wittenbergs nedlagte augustinerkloster med dets mange rum, hvor Katharina drev en slags pensionat for studenter, besøgende og fattige; så der kunne være op til 40 rundt bordet ved måltiderne. Dermed havde Luther også et publikum til sine Tischreden (= bordtaler).
Ægteparret fik seks børn:
- Johannes (Hans) (7. juni 1526 – 28. oktober 1575) blev kansler hos hertug Albrecht af Preussen.
- Elisabeth (10. december 1527 – 1528) døde otte måneder gammel.
- Magdalene (4. maj 1529), døde i sin fars arme (20. september 1542). Hendes død var særligt svær at bære for Luther og hans hustru.
- Martin (9. november 1531 – 3. maj 1565) blev teolog.
- Paul (28. januar 1533 – 8. marts 1593) blev kursachsisk livlæge og fik seks børn. Den mandlige linje efter Luther fortsatte gennem Paul, men sluttede i 1793.
- Margarethe (17. december 1534 – 1570) har nulevende efterkommere; men af Luthers i dag omkring 5.000 efterkommere er der ingen, der hedder Luther.[110]

Der er skrevet en opera om Katharinas liv.

### Konsolidering af reformationen (1526-1530)
I de følgende år tog den nye kirke form i Sachsen. Luthers gudstjenesteordning blev indført i 1526 (Deutsche Messe und Ordnung des Gottesdienstes). Fra oktober 1528 til januar 1530 var han engageret i kirkevisitationer, som gav den saksiske kirke sin form. Han arbejdede også videre på sin bibeloversættelse og var en fremragende salmedigter.

#### Bruddet med Zwingli (1529)
I 1529 kom det endelige brud mellem den saksiske reformation og de svejtsisk/sydtyske reformatorer. På rigsdagen i Speyer i 1529 blev det endelig vedtaget at iværksætte Worms-ediktet, der forbød udbredelsen og læsningen af Luthers skrifter. Da fremlagde syv fyrster og fjorten byer en åben protest mod katolsk tvang. For første gang kaldtes de protestanter. Philipp 1. af Hessen forsøgte at mægle og indkaldte til religionssamtaler i Marburg i oktober. Projektet strandede på uenigheden mellem Luther og Zwingli om nadveren: Luther holdt fast på Kristi reelle og legemlige nærvær i nadverens brød og vin, mens Zwingli (som senere Calvin)forstod det symbolsk. "De har en anden ånd end os", sagde Luther ved bruddet.

#### Vor Gud han er så fast en borg(1529)
Samme år skrev Luther både tekst og melodi til salmen Vor Gud han er så fast en borg, der er bygget over salme 46 i det Gamle Testamente: Gud er vor tilflugt og styrke. Salmen forelå i dansk oversættelse allerede i 1533: Vor Gud han er saa sterck en borg. I 1536 den ændret til den nuværende ordlyd. Grundtvig tilføjede strofen Guds ord, det er vort arvegods.
Luther spillede flere instrumenter, blandt andet lut og tværfløjte. Han fik skabt en messe på modersmålet, den tyske messe, og udviklet den protestantiske koral. Paul Speratus hjalp Luther med udgivelsen af den allerførste salmebog, Achtliederbuch (= Ottesangebogen), i 1524. I de lande, hvor de reformerte kirker fik fodfæste – Schweiz, England, Skotland og Nederland - fik man langt færre komponister af format end i de tyske områder med luthersk reformation. Som 42-årig skrev Luther i et brev fyldt af livslede, at "kroppen en sæk gødning, som dagligt haster mod graven…et snart rådnende hylster for en uforgængelig sjæl, der længes mod evigheden". I musikken fandt han trøst og glæde. "Hele naturen er fyldt af den, fra lyden af luftens bevægelsen til fuglenes sang," sagde han. "Næst efter teologien kan ingen kunst måle sig med musik, fordi kun den, ved siden af teologien, kan skabe ro og glæde i sjælen.

#### Luthers Lille og Store Katekismus (1529–1530)
Luther foretog rejser rundt til menighederne for at vurdere folks religiøse kundskaber. Her indså han, at forholdene var elendige. "Almindelige mennesker, særlig i landsbyerne, har overhovedet ikke nogen kundskab om kristen lære" (forord til Den Lille Katekismus). Derfor udarbejdede han sin Lille katekismus og sin Store Katekismus, udgivet i 1529 og 1530.
Den lille katekusmus indgår i Folkekirkens bekendelsesskrifter.

#### Rigsdagen i Augsburg (1530)
Bruddet med zwinglianerne indebar, at de saksiske (lutherske) og sydtyske stænder fremstod med hver sin bekendelse under rigsdagen i Augsburg i 1530. Den saksiske augburgske bekendelse (Confessio Augustana) var udarbejdet af Luther og hans dygtigste teologiske medarbejder og ven Philip Melanchthon. Den blev oplæst på rigsdagen den 25. juni 1530 og fremlagde den nye lære så upolemisk som muligt. De nedtonede forskellene til den katolske lære, og fastholdt alene den reelle uenighed i de helt centrale spørgsmål. Sydtyskerne medbragte Confessio Tetrapolitana (= de fire byers bekendelse, dvs. Strasbourg, Memmingen, Lindau og Konstanz).
Den bandlyste Luther kunne ikke selv være til stede på rigsdagen i Augsburg, men fulgte nøje med fra borgen Coburg, hvor han pr. brev var i kontakt med sine tilhængere. Han frarådede at give yderligere indrømmelser til katolikkerne. "Jeg bryder mig slet ikke om, at vi forhandler om enhed i læren, for det er umuligt, så længe paven ikke vil give afkald på sit pavedømme ... Håber vi nu at omvende paven til sandheden?" skrev han til den saksiske kurfyrste, der var i Augsburg. Man fulgte i stor udstrækning Luthers råd fra Coburg. Landgreve Philip af Hessen forlod Augsburg i protest; Melanchthon var mere usikker. Forhandlingerne brød sammen. Rigsdagen blev afsluttet 23. september 1530 med et skrift, der krævede, at protestanterne inden 15. april 1531 skulle give deres tilslutning til den katolske lære på de punkter, som stadig stod åbne. De protestantiske stænder protesterede igen.
Den uforandrede augsburgske bekendelse indgår i Folkekirkens bekendelsesskrifter.

### Luther fastholder sin kurs
Også i de følgende år holdt Luther igen og frygtede, at "eftergivenhed" kunne true den evangeliske friheds fremtid. I denne ånd forfattede han i 1537 de schmalkaldiske artikler (efter Schmalkalden-forbundet, et forsvarsforbund oprettet af protestantiske fyrster og byer i 1531). I 1541 afviste han mæglingsforslag fra Regensburg, og i 1545 afviste han protestantisk deltagelse på Tridentiner-koncilet.

#### Philip 1. af Hessens "dobbeltægteskab"
Luther var bevidst om betydningen af at holde sig gode venner med de reformatoriske fyrster. Det viser hans håndtering af Philip 1. af Hessens ønske i 1539 om at lade sig skille for at gifte sig med sin elskerinde. Luther var så meget imod en skilsmisse, at han hellere så, at fyrsten indgik et dobbeltægteskab (bigami). Luther mente ganske vist ikke, at han kunne gøre flerkoneri legalt, men han syntes heller ikke, han kunne forbyde fyrsten det. Bigami var nemlig tilladt efter Moseloven og ikke udtrykkeligt forbudt i evangelierne. Det omstridte ægteskab blev indgået i marts 1540. Danske konger kunne henholde sig til afgørelsen.
I Eisenach (Eisenacher Konferenz 1540) mødte Luther landgreven, som ikke mere ville holde sin bigami skjult. Luther rådede ham ikke kun til fortsat hemmeligholdelse af dobbeltægteskabet, men ovenikøbet til at "lyve stærkt" om sagen (stark zu lugen) med den begrundelse, at "en lille løgn var bedre end at udsætte sig for så meget markskrigeri". Ifølge Luther ville en "nødløgn eller nytteløgn eller hjælpeløgn ikke være mod Gud" (...ein notlugen, ein nutzlugen, hilflugen zu thun, wer nicht widder Gott.) I et brev til landgreven erklærede han sig indforstået med brug af nødløgn, for Jesus sagde jo selv, at Sønnen kender ikke timen ("Men den dag eller time er der ingen, der kender, hverken englene i himlen eller Sønnen, men kun Faderen." (Markusevangeliet 13,32)).

#### Kampskrifterne fra Wittenberg skærpes
Bortset fra kortere rejser, særlig til kurfyrstens hof i Torgau og i 1539 til Leipzig, hvor hertug Henrik indførte reformationen, opholdt Luther sig det meste af tiden i Wittenberg, hvor han blev opsøgt og rådspurgt af mange. Samtidig blev hans fysiske plager mere og mere påtrængende. Ved sin død vejede han 150 kilo. Han døjede med problemer i hjerte og mave. Han havde nyresten, hals- og ørebetændelser, leddegigt og sår på benene. Han plagedes også af depression, og under et pestudbrud i området havde han stærke forventninger om sin snarlige død.
Trods sine lidelser fortsatte han med at prædike, forfatte traktater og skrifter, og han vandt sig en plads som en af Tysklands mest populære og produktive forfattere. Forfatterskabet vidner om store humørsvingninger. Hans polemik mod Henrik 8. af England og senere mod Heinrich 2. af Braunschweig-Wolfenbüttel er blandt det skarpeste, han har skrevet.

#### Luther og jøderne
I 1523 skrev Luther, at Jesus Kristus er en født jøde. Herved håbede han at vinde jøder for kristendommen, efter at det var lykkedes ham at omvende rabbiner Jakob Gipher. Men da han i 1526 oplevede at tale for døve ører, da han ville omvende tre rabbinere, gik han over til at mene, at jøderne efter templets ødelæggelse var ophørt med at være Guds udvalgte folk, og at Gud straffede dem ved at sende dem i diaspora. Omkring 1500 var der måske 40.000 jøder i det tysk-romerske kejserrige nord for Alperne, omkring 0,2 % af befolkningen. Alligevel udsendte han i 1543 et antisemitisk skrift: Om jøderne og deres løgne Titlen skal ses på baggrund af, at jøderne samme år var fordrevet fra Bøhmen, hvorfra nogle var kommet til Sachsen. Luther var uforsonlig: "Jeg vil give mit trofaste råd...at man sætter ild til deres synagoger eller skoler og dækker det, der ikke vil brænde, til med jord, så intet menneske til evig tid kan se hverken sten eller slagger af det længere." Jødisk tro var for ham en art djævletilbedelse, hvor de "må kigge djævelen ind i hans sorte, mørke, bagerste løgnehul og tilbede hans stank." Det begrundede Luther med, at jøder angiveligt påstod, at jomfru Maria havde undfanget Jesus under sin menstruation, hvad der var forbudt efter Moseloven. Efter Luthers opfattelse ville et sådant barn også blive vanskabt eller tilbagestående. "Med dette ønsker jøderne at forulempe os kristne ved at sige, at vi som Messias tilbeder en idiot eller dæmon." 
Han angreb også jøderne for at bedrive åger, der for Luther ikke kun var udlån mod renter (som hans far selv havde praktiseret), men også salg af varer til overpris. Jøderne skulle fratages deres hellige skrifter, og deres rabbinere skulle under dødsstraf forhindres i at undervise. De skulle nægtes adgang til vejene, og deres penge og guld skulle konfiskeres. Unge og stærke jøder og jødinder skulle sættes til tvangsarbejde. Hvis fyrsterne ikke var villige til at gribe ind over for jøderne, skulle man ikke følge øvrigheden, men selv tage affære og "måske samle en rytterafdeling".
I Polen havde jøderne haft trosfrihed siden 1246, og pave Clemens 6. havde i 1346 indskærpet, at jøder ikke skulle dræbes som skyldige i den sorte død. Johann Reuchlin (i øvrigt Melanchthons grandonkel) havde omkring 1500 protesteret mod beslaglæggelse af jødernes hellige skrifter, hvad Luther altså ivrede for at gennemføre.

#### Heksetro og homoseksualitet
Luther var opvokset med overtro. Han så djævelen overalt - i andre reformatorer, i oprørske bønder, hekse, katolikker, omstrejfende dyr, banke- og skramlelyde. "Jeg tror, mine sygdomme ikke er naturlige, men udelukkende skyldes hekseri," sagde han selv, og var meget optaget af heksejagt. Kvinders manglende åndsevner gjorde dem efter hans mening ekstra udsat for djævelens fristelser, som man så det med Eva og slangen. I 1518 advarede han folk i Wittenberg mod heksene, der ved trolddom kunne gøre folk blinde og syge, "skyde pile i deres lægge, forhekse dem ved hjælp af billeder, dræbe dem eller lade dem sygne hen af en kronisk lidelse." Det påstod han selv at have set.
Heksene forklarede for Luther ellers uforklarlige uheld, sygdomme og ulykker. Mens andre forbandt hekse med sort magi, udvidede Luther begrebet til "kloge koner" og hvad der i dag kaldes healere. De gjorde ingen skade, tværtimod; men i Luthers øjne var magiske kræfter tilknyttet djævelen. Derfor burde hvid magi også være strafbar. I Danmark blev reformationens hundredeårsdag i 1617 fejret med, at hekselovgivningen blev udvidet til også at omfatte kloge koner og hvid magi.
Luther opregnede 8 farlige grupper:
- Spåmænd, stjernetydere og falske profeter
- Dagvælgere, der udpegede nogle dage som uheldige og andre som heldige; i Danmark kendes Brahe-dage [125]
- Åndebrødre, der besværger djævelen i spejl og andre ting for at se skæbner og hemmelige skatte
- Hekse, "de onde djævlehorer"
- Besværgere, der signer, maner, læser tegn og forhekser slanger
- Sandsigere, der kan genfinde ting
- Hamskiftere, der kan få et menneske til at fortone sig som en ko eller hest
- De dødes omflakkende ånder

Luther var overbevist om, at hekse skulle dræbes. "De kan stjæle mælk og smør ved at malke et håndklæde, et bord eller skaft, samtidig som de fremsiger et eller andet trylleord og tænker på en ko." Djævelen henter så mælk og smør til den malkede genstand. Ifølge Luther kan et spædbarn forhekses, så det skriger i stedet for at spise og sove; man kan påføres en skjult skade i knæet, så man hensygner.
15. august 1529 sagde han i en prædiken i Wittenberg om byens hekse: "Hvis de ikke omvender sig, vil vi overlade dem til bødlerne." Han henvendte sig derefter direkte til kvinden: "Vi vil ikke længere tåle din synd her hos os." Søndagen efter, 22. august, bandlyste han flere hekse - han, der otte år tidligere selv var blevet ramt af bandstrålen. Hvad der videre skete i sagen, er ikke kendt; den første heksebrænding i Wittenberg fandt sted 29. juni 1540, på et tidspunkt da henrettelse af hekse var en sjælden foreteelse i Tyskland. Prista Frühbottin, hendes søn Dictus og to karle blev brændt for at have forgiftet kvæg til græsning. I virkeligheden døde kvæget i tørken. Bøddelen Magnus Fischer blev selv beskyldt for at have haft tæt kontakt med Prista. Han blev pågrebet og brændt på bålet i Eisleben 7 juli.
Luther anslog dommedag til at være meget nært forestående. "Djævlene er også meget nær os. Hele tiden stræber de os efter liv og helbred, men englene hindrer dem i at gøre os skade." Han anførte, at "filosoffer og læger" tillagde naturen sådanne fænomener som storm, lyn og hagl. Men Luther selv mente, at de måtte skyldes djævle. Et ubeskadiget hus var for ham bevis på tilstedeværelsen af lokale engle. Så sent som få dage før sin død viste Satan sig for ham på et tag udenfor vinduet, og viste ham sin bare ende.
I Dessau så Luther en tolvårig dreng, der "ikke gjorde andet end at æde og skide". Luther gav det råd at få drengen druknet, "for åndssvage børn er skiftinger, født af kvinder, der har haft omgang med djævelen…De børn skal druknes, ikke af medlidenhed, men fordi djævelen hos skiftinger har taget sjælens plads". I Luthers tid var der ellers en kritisk holdning til trolddom. Ved universitetet i Tübingen diskuterede man, om hekseri faktisk fandtes, men var forordnet af Gud og derfor ikke strafbart. Man diskuterede også, om hekseri ikke fandtes, men at ”heksene” selv troede på det, og derfor burde straffes for at ville påføre andre skade. I sine yngre dage afviste Luther tidens vandrehistorier, som at hekse fløj gennem luften på kosteskafter; at de holdt heksesabbater og kunne forvandle sig til sorte katte; men senere virkede han helt ukritisk. Også homoseksualitet blev koblet ind i sagen. Ifølge Luther blev "den stumme synd" eller "den italienske utugt", som han kaldte den, bragt til Tyskland af karteusermunke; men djævelen stod utvivlsomt bag. Derfor måtte der skrides ind med dødsstraf for at komme uvæsenet til livs. Djævelen spillede ligeledes en rolle ved utroskab. Var der en prostitueret med i spillet, måtte hun efter Luthers mening dømmes til hjul og stejle.
Meget kildemateriale er gået tabt, men der kendes 905 hekseprocesser fra Sachsen, heraf 762 for trolddom; 72 for signen og "kloge koner"; 47 for sandsigere og 71 for poltergeisteri. 284 af sagerne førte til dødsstraf. Den sidst kendte heksehenrettelse i Sachsen foregik i 1689; i Danmark så sent som i 1693.
Den første danske heksebrænding fandt sted på Møn i 1540, fire år efter reformationen i Danmark.

#### Det sidste angreb på pavedømmet
Da Luther i februar 1537 havde så store nyrestenssmerter, at han troede han skulle dø, skrev han som et sidste ønske til de protestantiske fyrster, at de måtte være standhaftige i deres kritik af paven. Blandt andet skrev han på vers "Levende var jeg din pest; når jeg dør, bliver jeg din død, pave". Han håbede blot at leve indtil pinse, så han kunne nå at færdiggøre et nyt skrift mod paven. Men han fik næsten ti år til, og i 1545 blev han færdig med sit kraftigste antipavelige skrift Mod pavedømmet indstiftet af djævelen. Sproget er noget af det voldsomste fra Luthers pen. Han fik Lucas Cranach til at dekorere skriftet med karikaturer i træsnit af Rom og paven.
Pave Paul 3.s familienavn var Farnese, som Luther "oversatte" til tysk Fartzesel (= prutteæsel). I teksten stiller han spørgsmål ved, hvorfor fyrsterne, der er indsat af Gud, tåler "den slags fra en rådden vom, det store paveæsel og prutteæsel i Rom?" Over 3-4 sider omtales Paul 3. som "paveæsel", "æselpave", "prutteæsel", "prutteæselpave", "paveprutteæsel", "æselpruttepave", "æselpaveprut" og "prutteren i Rom". Dertil afgør Luther, at katolikkernes "gudsbespottelse og afguderi" gør dem fortjent til, at man river deres "tunger bagud af halsen og nagler tungerne til galgen på rad og række, på samme vis som deres segl hænger på rad og række under deres buller. Selv om dette egentlig er altfor mildt."  Det ene af Cranachs ledsagende træsnit viser kardinaler med knækkede nakker, dinglende fra galgen, hvor deres udrevne tunger sømmes op.

### Luthers død (1546)
Det sidste, Luther udrettede før sin død, var et forsoningsværk. Det gjaldt en strid mellem de to grever i Mansfeld, Albrecht og Gebhard. Derfor rejste han dertil den 23. januar 1546. Under rejsen blev han syg, og han var svag, da han blev indlagt på herberget i Eisenach. Til trods for svækkelsen holdt han fire prædikener. Han blev i sengen, og dagen efter, den 18. februar 1546, døde han i sin fødeby Eisleben.
I sin allersidste prædiken i Wittenberg, kort før sin død tog Luther endnu et opgør med sin ærkefjende fornuften: "Hun er den værste hore, djævelen har." Naturligt nok var fornuften for Luther et hunkønsvæsen. Er man ikke troende, kan man ifølge Luther trods alverdens fornuft ikke nå frem til nogen sandhed: "Derfor forbliver de altid løgnere, for troen alene giver sandfærdige mennesker." Da en borger i Wittenberg var anklaget for ateisme og tilstod, at han ikke havde været til nadver i 15 år, afgjorde Luther, at blev der ingen bedring, ville han personligt bandlyse manden, der "skal behandles som en hund (...) Hvis han dør sådan, skal han begraves på møddingen som en hund." Luther opfordrede den troende til at "stikke øjnene ud på sin fornuft". Han var oprørt over, at gendøberne fremstillede fornuften som troens lys, der skulle lede dem på den rette vej, for ifølge Luther vil fornuften "lyse som lort i en lampe (...) for fornuften kæmper mod troen".
På en af sine sidste rejser opdagede han jøder i Rissdorf udenfor Mansfeld. Det må have givet ham panik; måske på grund af rygter om jødisk omvendelse af kristne i Mähren. Eller måske troede han, at hans forkølelse var påført ham af jødernes trolddom. I et brev til sin kone 1. februar 1546 skrev han, at han måtte sørge for at få jøderne fordrevet. Grev Albrecht havde allerede erklæret dem fredløse. "Om Gud vil, skal jeg hjælpe grev Albrecht fra prædikestolen og også lyse dem fredløse." Han døde dog forinden.
Båren blev bragt til Wittenberg den 20. februar, og begravelsen fandt sted i Slotskirken. Johannes Bugenhagen holdt talen. På kobberpladen over hans grav står der, at han blev 63 år, to måneder og ti dage gammel. Denne oplysning er fejlagtig og skyldes måske en sammenblanding med datoerne for Melanchthon, som ligger begravet ved siden af. Martin Luther blev 62 år, tre måneder og otte dage gammel.

## Personlighed
Luther var et udpræget følelsesmenneske – på godt og ondt. Hans stærke overbevisning om at have ret i sine synspunkter kunne give sig voldsomme udslag – godt hjulpet af den grove tone, han havde med fra det miljø, han kom fra. Det var den saksiske bondes og minearbejders sprog, der gik igen i hans kampskrifter. Flere af hans nærmeste misbilligede hans hensynsløst grove tone, for eksempel når han polemiserede mod pavedømmet.
Hans ubeherskede udtryksmåde skyldtes i høj grad hans ustyrlige heftighed, som næsten alle hans venner beklagede sig over, og som han også selv indrømmede var en fejl. Han var og blev en ægte koleriker. Han havde aldrig lettere ved at skrive, end når han kogte af vrede. Så følte han sig stimuleret, og så strømmede tankerne frem lige så frit som skældsordene.
Han havde en drastisk humor, som for eksempel når han kaldte paven ”hans helvedeshed” i stedet for ”hans hellighed”. Imidlertid brugte han også sin særprægede humor til at holde den snigende uro og angst, der befandt sig på bunden af hans sjæl, på afstand. Han led forfærdeligt af depression, som undertiden sænkede ham ned i sjælekvalernes helvede for uger og måneder ad gangen. Så tvivlede han på sin sjæls salighed, og han følte det, som om Gud havde forladt ham.
Luthers heftighed og selvsikkerhed kom blandt andet til udtryk i hans syn på det verdslige regimente. Han anbefalede tyranni som den bedste styreform: "Ingen kan regere så godt som tyrannerne; de er den lænke, der er bundet om hundens hals."  Biskop Hans Wandal anførte da også, at Luther med sin lydighedslære kom med den teologi, der bedst tjente enevælden.
Som Luther selv udtrykte det: "Det er djævelens og pavens skyld, og fyrsternes, at der ikke er nogen styring, så enhver gør, som han vil. Hvis der var knytnæve og tvang ligesom dengang, så ingen kunne mukke uden at få en næve i hovedet, så ville det være gået meget bedre." 
I 1532 sagde han: "Den som sætter sig op mod mig (...) han skal og må være fortabt. Jeg vil have ret, for min sag er Guds sag og Guds ord. Ergo må de, der er imod mig, gå til grunde." 
Imidlertid må hans gode egenskaber ikke glemmes. Han var hensynsløst ærlig over for sig selv, når han søgte svar på åndelige spørgsmål. Han havde en stærk frihedstrang i åndelige sager, ikke blot på sine egne vegne, men også på sine medmenneskers vegne. I kampen mod Romerkirken og dens misbrug udviste han et stort personligt mod. Hans stærke personlighed var en afgørende faktor bag reformationen.

## Værker
Af Luther er talrige skrifter overleveret. Der findes et stort antal bøger, prædikener, breve og taler foruden en stor mængde salmer. Flere af Luthers værker var tidligere opført på Index librorum prohibitorum, den katolske kirkes fortegnelse over forbudte skrifter.

### Samlinger på originalsprog
- D. Martin Luthers Werke, Kritische Gesamtausgabe ("Weimarer Lutherausgabe"), 120 bd., 1883 ff. (nyudgave 2000-2007), ISBN 3-7400-0945-4.

### Skrifter på dansk
- Martin Luther. Skrifter i udvalg, København 1981-96. Bind 1-9. Credo Forlag.
  1. Om et kristenmenneskes frihed. – Luthers fortale til sine skrifter. – Fortalen til Romerbrevet. – Om bodens sakramente. 1981.
  2. Store Galaterbrevskommentar I. Oversat af Helge Haystrup. 1981.
  3. Om kirkens babyloniske fangenskab. Oversat af Ivar Engel Jensen. 1982.
  4. Store Galaterbrevskommentar II. Oversat af Helge Haystrup. 1984.
  5. Troens artikler. Prædikener af Luther. 1985.
  6. Troen og livet. Prædikener, sermoner og teserækker af Luther. 1992.
  7. Troens evangelium – Ord og sakrament. 1994.
  8. Mod Latomus – Om synd og nåde. Oversættelse, indledning og noter af Asger Chr. Højlund. 1995.
  9. Den Store katekismus. Oversættelse, indledning og noter ved Leif Grane. 1996.
- Luthers skrifter i udvalg. 1980-83. Bind 1-5. Aros Forlag.
  1. De reformatoriske hovedskrifter. Redigeret af Niels Nøjgaard.
  2. Skrifterne om kirke og gudstjeneste. Redigeret af Regin Prenter.
  3. Bibelfortolkning og prædikener. Redigeret af E. Thestrup Pedersen.
  4. Evangelium og samfundsliv. Redigeret af Torben Christensen.
  5. Om den trælbundne vilje. Redigeret af Steffen Kjeldgaard-Pedersen.